# Брайтенталь (Хунсрюк)
Брайтенталь (нем. Breitenthal) — община в Германии, в земле Рейнланд-Пфальц.
Входит в состав района Биркенфельд. Подчиняется управлению Херрштайн. Население составляет 325 человек (на 31 декабря 2010 года). Занимает площадь 3,68 км².